# 56041 Luciendumont
56041 Luciendumont este un asteroid din centura principală de asteroizi.

## Descriere
56041 Luciendumont este un asteroid din centura principală de asteroizi. A fost descoperit pe 8 decembrie 1998 la Blauvac de René Roy. Asteroidul prezintă o orbită caracterizată de o semiaxă mare de 2,29 ua, o excentricitate de 0,22 și o înclinație de 7,7° în raport cu ecliptica.